# Герб Петрівського району
Герб Петрі́вського райо́ну — офіційний символ Петрівського району Кіровоградської області. Затверджений 28 березня 2003 р. рішенням № 31 сесії районної ради. Автор — В.Кривенко. При розробці проекту використані історичні та археологічні матеріали, представлені О.Полячком та М.Тупчієнком.

## Опис
|  | У синьому полі срібна підвищена вузька балка; у верхній частині щита золоте сонце, внизу — золоті перехрещені булава та колос. |

## Пояснення символіки
Срібна підвищена вузька балка є символом річки Інгулець, що протікає територією Петрівщини. Інгулець, крім історичного завжди мав і має велике значення у формуванні господарства району. Зображення сонця у верхній частині щита уособлює життя, тепло та світло. Перехрещені булава та колос символізують Петрівщину як козацький край, землі якого входили до Вольностей війська Запорозького, а також пов'язаний з цим початок її заселення. Козацька (отаманська) шапка, яка увінчує щит, та булава в гербі нагадують про роль кошового отамана Петра Калнишевського та козацького руху в історії Петрівщини. У прапорі застосовані основні фігури та кольори герба.